# 新英格兰视光学院
新英格兰视光学院（英語：New England College of Optometry）是一所位于美国马萨诸塞州波士顿的视光学院，也是美国境内视光学持续经营时间最久的学校。

## 历史
1894年美国视光学家奥格斯特·安德烈亚斯·克莱恩博士创建了克莱恩视光学校，也即是学校的前身。后经几次易名，诸如麻省视光学校和麻省视光学院等，直到搬迁到波士顿后湾才最终变为现在校名。 
学校颁发视光学硕士和博士学位，目前注册学生超过400人。2016年克利福德·斯科特担任学院校长。